# Casa do Governador
A Casa do Governador, residência oficial do Governador do Espírito Santo está em funcionamento dede 1929 no bairro da Praia da Costa que fica na cidade de Vila Velha. A casa é tombada pelo governo municipal de Vila Velha.

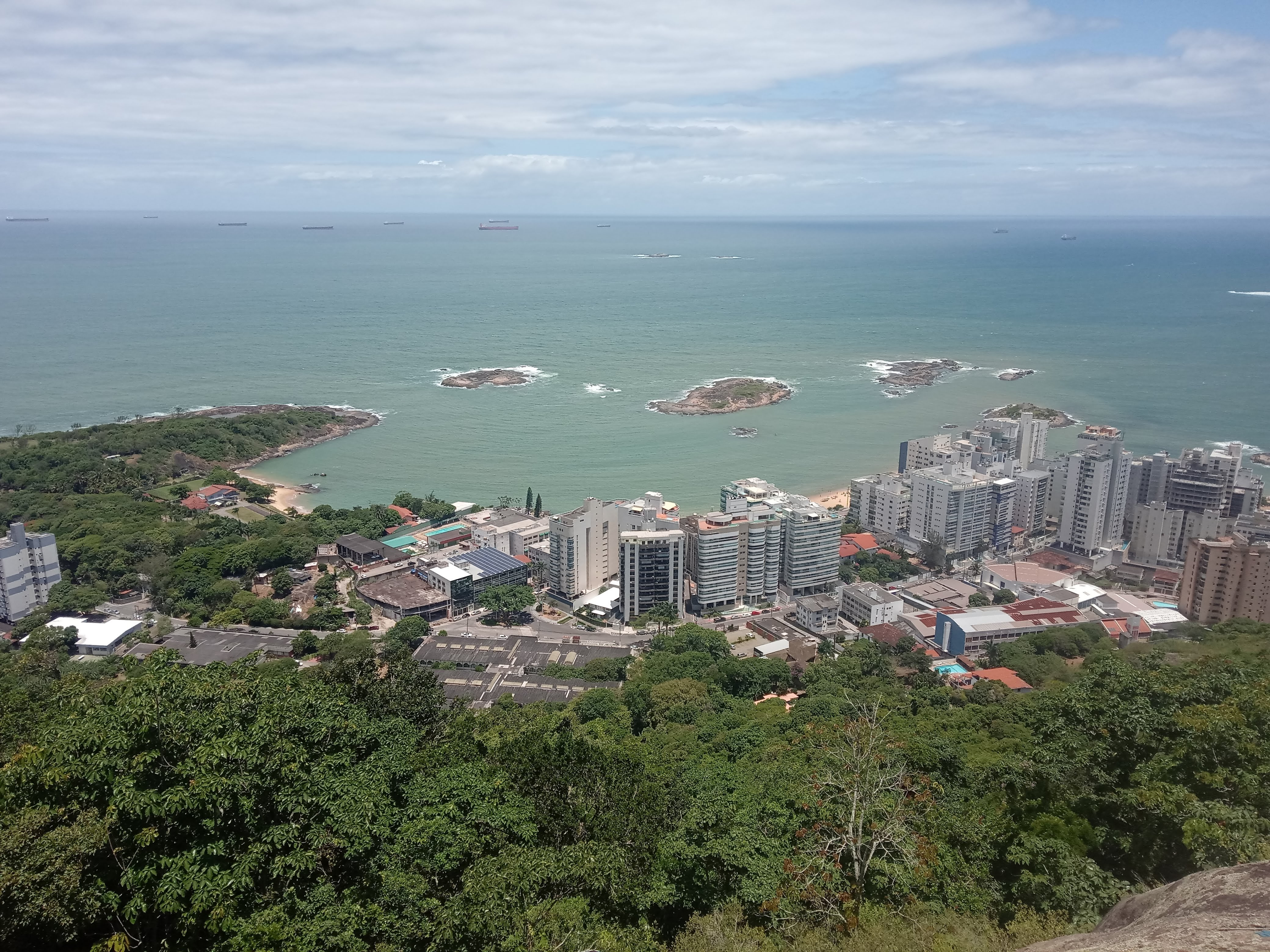
Residência do Governador observada no mirante do Morro do Moreno

## História
A Residência Oficial foi construída em 1924, pelo Interventor do Estado, Doutor João Punaro Bley, que desapropriou o loteamento onde antes havia a “Fazenda da Costa”, criada em 1535 nos primórdios da Capitania Hereditária do Espírito Santo pelo donatário Vasco Fernandes Coutinho.

A residência foi transformada em um espaço de cultura e arte no ano de 2022, aberta para toda população. Classificada atualmente como Parque Cultural Casa do Governador. 

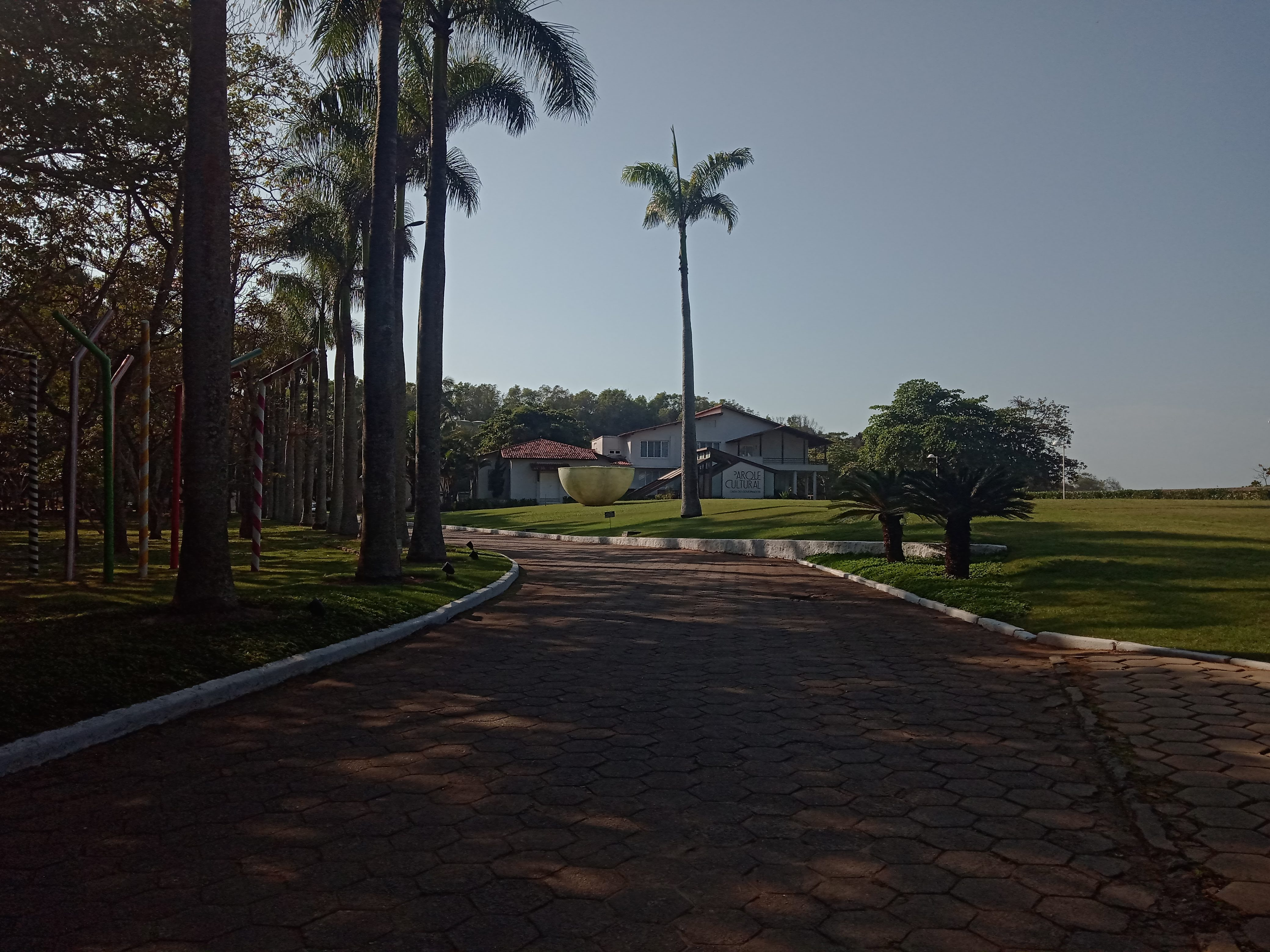
Interior da Casa do Governador - 2022